# Chanat nachiczewański
Chanat nachiczewański (pers. خانات نخجوان, Chanat-e Nachdżawan) – państwo feudalne w południowej części Kaukazu, nominalnie zależne od Persji. Obejmowało tereny obecnej Nachiczewańskiej Republiki Autonomicznej i część ziem Republiki Armenii.
Początkowo terytorium chanatu nachiczewańskiego było częścią chanatu erywańskiego, później zostało wydzielone w osobny organizm. Krótko po zdobyciu Erywania szach Abbas I Wielki ustanowił Maksud Sultana, przywódcę jednego z tureckich plemion, Kangarlu, na gubernatora Nachiczewanu. Perskie panowanie było przerwane przez okupację tych ziem przez imperium osmańskie w latach 1635–1636 i 1722– 1736.
W czasie wojny persko-rosyjskiej lat 1804–1813 siły rosyjskie generała Iwana Gudowicza okupowało krótko Nachiczewan jednak na skutek traktatu w Gulistanie Rosjanie wycofali się. W czasie następnej wojny persko-rosyjskiej, w 1827 roku Abbas Mirza powierzył chanowi Ehsanowi obronę twierdzy Abbasabad. Po ciężkich stratach Rosjanie oblegli twierdzę 14 lipca. Ehsan potajemnie skontaktował się dowódcą rosyjskim, Iwanem Paskiewiczem, i otworzył przed oblegającymi bramy 22 lipca. Zawarty traktat turkmanczajski z 1828 roku stanowił, że chanat stał się częścią Rosji, natomiast dotychczasowy chan został uposażony funkcją gubernatora Nachiczewanu i stopniem generała-majora.